# Église d'unité

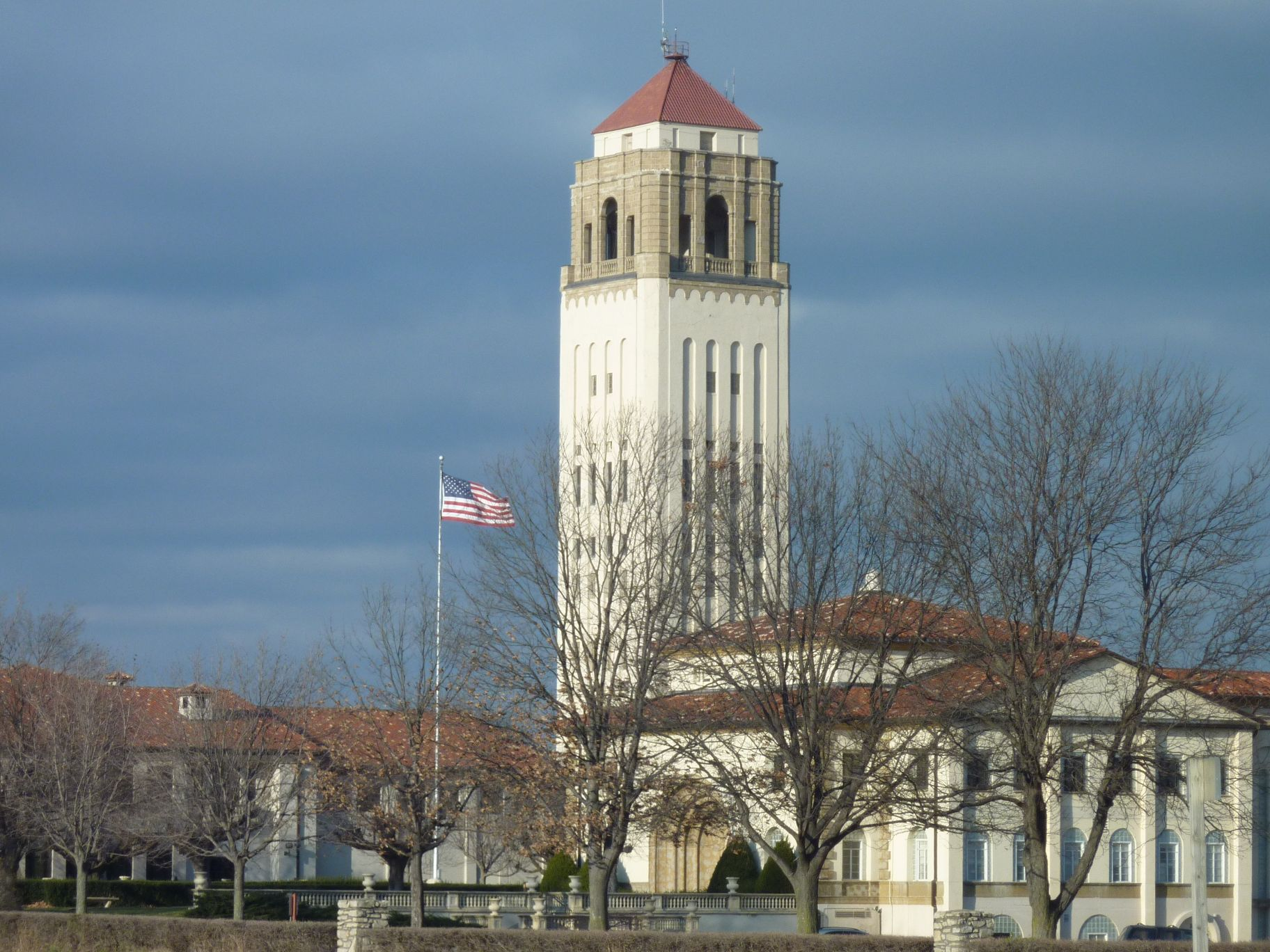
Le centre d’Unité à Unity Village, dans le Missouri.

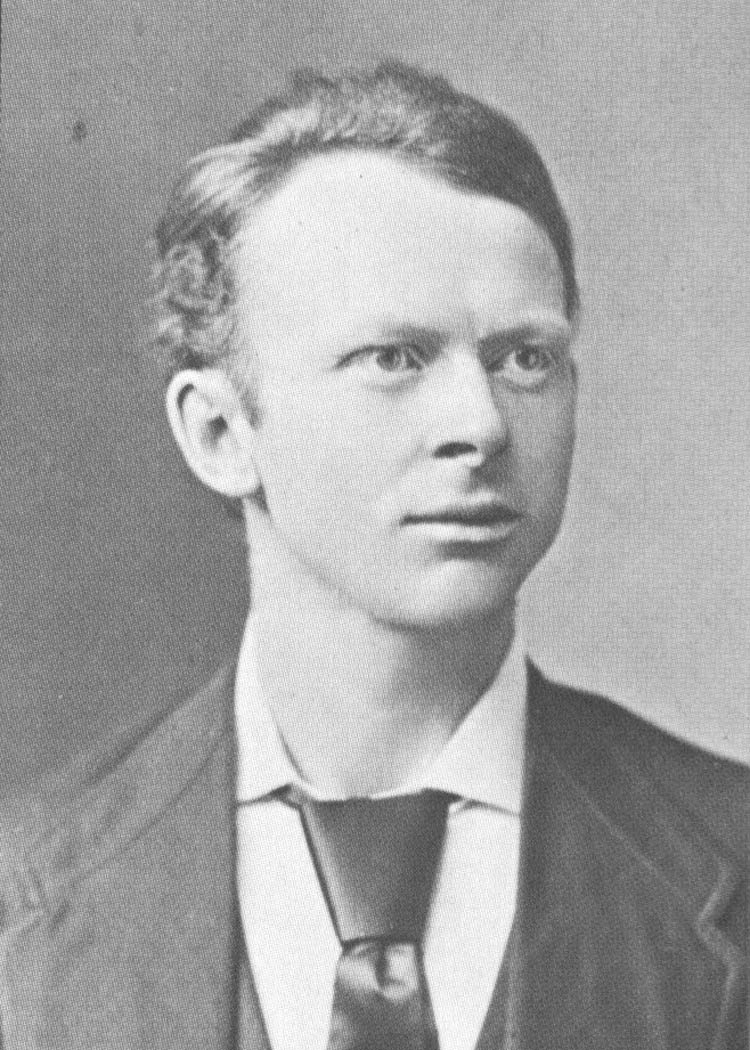
Charles Fillmore, cofundateur d´Unité.

L’Église d’unité, ou plus simplement Unité, est une organisation religieuse faisant partie de la mouvance de la Nouvelle Pensée. Les bases du mouvement ont été établies en 1889 par Charles et Myrtle Fillmore, disciples d'Emma Curtis Hopkins. H. Emilie Cady en sera également une figure importante.
Selon la doctrine de cette Église, Dieu est présent partout et le mal n'a pas de vraie réalité. Par sa manière de penser, l'homme serait capable de façonner sa vie.

## Historique
En 1886, Myrtle Fillmore tombe gravement malade. Accompagnée de son mari Charles, elle assiste à une conférence du docteur Eugene B. Weeks, disciple d'Emma Curtis Hopkins. Myrtle adhère à l'enseignement de cette dernière et son état de santé s’améliore rapidement, ce qu’elle attribue à la pratique de la guérison mentale. Le couple poursuit alors sa formation directement auprès d'Emma Curtis Hopkins.
En 1889, Charles et Myrtle Fillmore lancent un magazine, Modern Thought, autour duquel commence à s’organiser leur mouvement. En 1891, Charles choisit de l’appeler Unity.
En 1894, H. Emilie Cady, une ancienne homéopathe et membre du mouvement, en écrit le premier recueil d’enseignements, Lessons in Truth, qui sera traduit en 11 langues et distribué à plus de 1,6 million d’exemplaires.

## Doctrine
Les enseignements de base de l’Église d’unité sont :
1. Dieu est la source et le créateur de tout. Il n’y a pas d’autre pouvoir. Dieu est bon et présent partout.
2. Nous sommes des êtres spirituels, créés à l’image de Dieu. L’esprit de Dieu vit en chaque personne ; en conséquence tous sont intrinsèquement bons.
3. Nous façonnons nos expériences de vie par notre manière de penser.
4. Il y a du pouvoir dans la prière affirmative, qui nous permet d’accroître notre lien avec Dieu.
5. La connaissance de ces principes spirituels n’est pas suffisante. Nous devons les vivre.